# CloneCD
CloneCD è un programma prodotto dalla RedFox, molto simile ad Alcohol 120%, per la creazione di copie 1:1 di backup dei CD di musica o dati. L'interfaccia del programma permette di copiare quasi tutti i tipi di CD protetti e non.

## Funzionalità
Con CloneCD è possibile:
- creare immagini di dischi in vari formati. Include diversi profili per la copia di backup di dischi protetti.
- masterizzare le immagini o copiare al volo CD e DVD (si noti che il programma non consente di creare compilation al suo interno, ma masterizza solamente il file immagine).
- Controllare il carico della CPU grazie ad una barra che compare durante la masterizzazione.

## Tipi di file supportati
- .ccd, File immagine di CloneCD
- .bin/.cue, File immagine di CDRWin
- .iso, File immagine Standard ISO